# Illana
Illana és un municipi de la província de Guadalajara, a la comunitat autònoma de Castella-La Manxa.